# Carl Rudolf Bohtz
Carl Rudolf Bohtz (* 22. August 1864 in Schmagorei; † 21. November 1922 in Wiesbaden) war ein deutscher Rittergutsbesitzer. Von 1913 bis 1918 saß er im Deutschen Reichstag.

## Leben
Bohtz besuchte die Gymnasien zu Züllichau und Hirschberg. Nach dem Abitur begann er an der Friedrichs-Universität Halle Rechtswissenschaft und Staatswissenschaft zu studieren. 1886 wurde er im Corps Palaiomarchia recipiert. Als Inaktiver wechselte er an die Universität Leipzig und die Friedrich-Wilhelms-Universität zu Berlin. Er trat in die Preußische Armee und diente im Grenadier-Regiment „Prinz Carl von Preußen“ (2. Brandenburgischen) Nr. 12. Von 1896 bis 1899 besuchte er die Preußische Kriegsakademie. 1902 schied er als Hauptmann aus dem aktiven Dienst aus, um die Bewirtschaftung des ererbten väterlichen Gutes Schmagorei zu übernehmen. Er war Amtsvorsteher, Standesbeamter, Mitglied des Kreistages, der Kreissynode und der Brandenburgischen Provinzialsynode und Vorsitzender des Brandenburgischen Provinzialvereins zur Bekämpfung des Vagabundentums. Für die Deutschkonservative Partei vertrat er 1913–1918 den Wahlkreis Regierungsbezirk Frankfurt 5 (Landkreis Oststernberg, Landkreis Weststernberg) im Reichstag. Er starb mit 58 Jahren. Ein Sohn war der Ingenieur und Historiker Carl Helmut Bohtz.